# Священна ліга (1495)
Священна ліга 1495 року (італ. Lega Santa), або Венеційська ліга (італ. Lega di Venezia) — союз італійських держав, створений в 1495 році для боротьби з французькими загарбниками. Ліга була організована папою Олександром VI, який перебував у конфлікті з Францією та кількома італійськими державами через спроби забезпечити володіння світськими князівствами для своїх дітей. Після того, як король Франції Карл VIII вторгся в Італію в 1494 році, що призвело до першої з низки Італійських війн, Олександру вдалося 31 березня 1495 року об'єднати альянс противників французької гегемонії в Італії, до якого увійшли Міланське герцогство, Венеційська республіка,  Фернандо II Арагонський та імператор Максиміліан I. Назва союзу «Священна ліга» мала замаскувати справжню мету цього союзу — вигнання Карла VIII з Італії — під уявне завдання боротьби з загрозою від Османської імперії.

## Історія
Союз був утворений під час Першої італійської війни 1494—1498 років, коли війська французького короля Карла VIII вторглися до Італії, не зустрічаючи жодного опору.

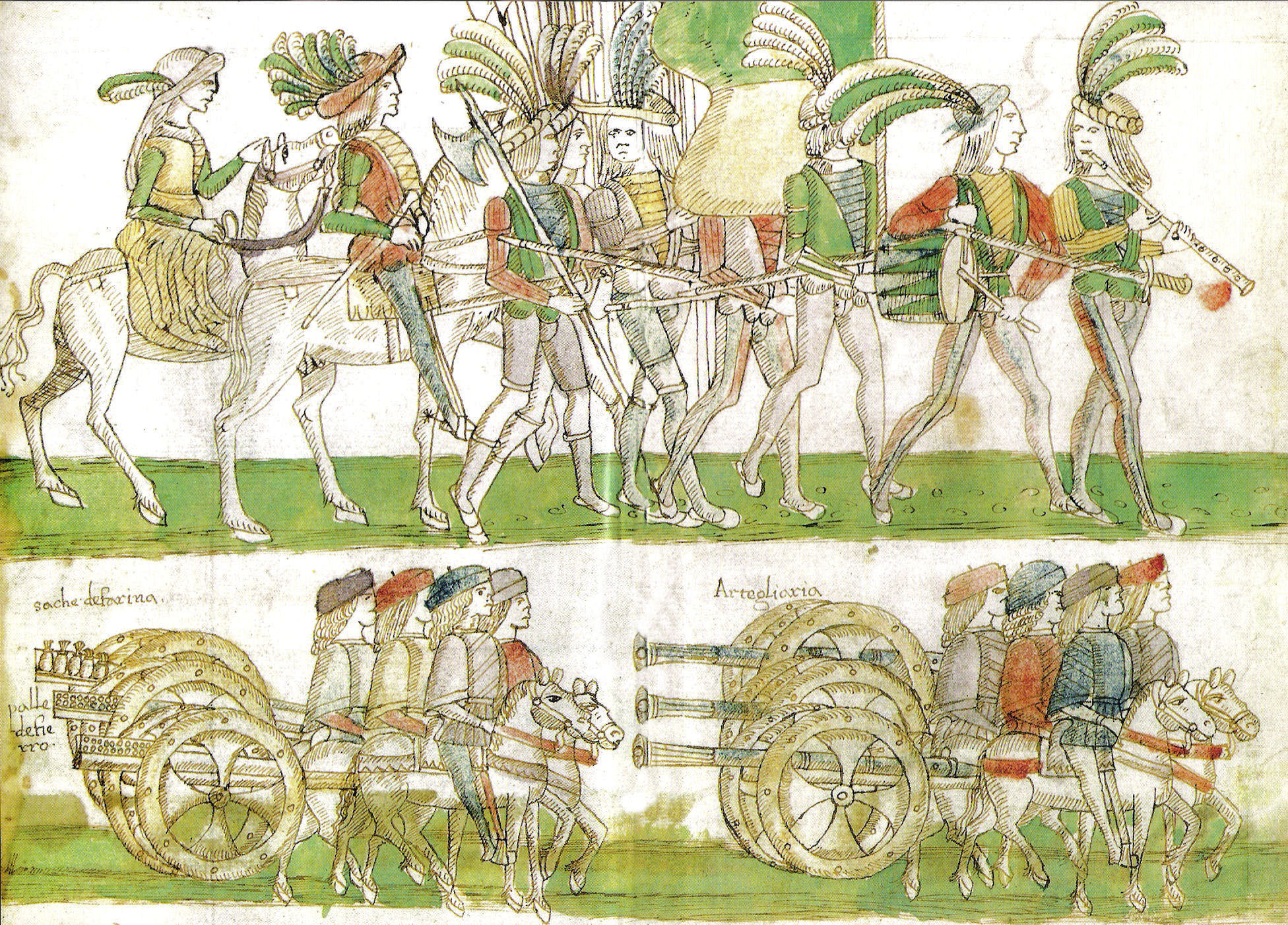
Вступ французьких військ до Неаполя 22 лютого 1495 року

Швидкість, з якою французька армія просувалась по Італії і жорстокість, з якою французи ситавились до захоплених міст, налякали італійські держави. Людовіко Сфорца, герцог Міланський, розуміючи, що Карл не заспокоїться анексією Неаполітанського королівства, але ставить за мету також захоплення Міланського герцогства, звернувся до Папи Римського з пропозицією створити антифранцузький союз.

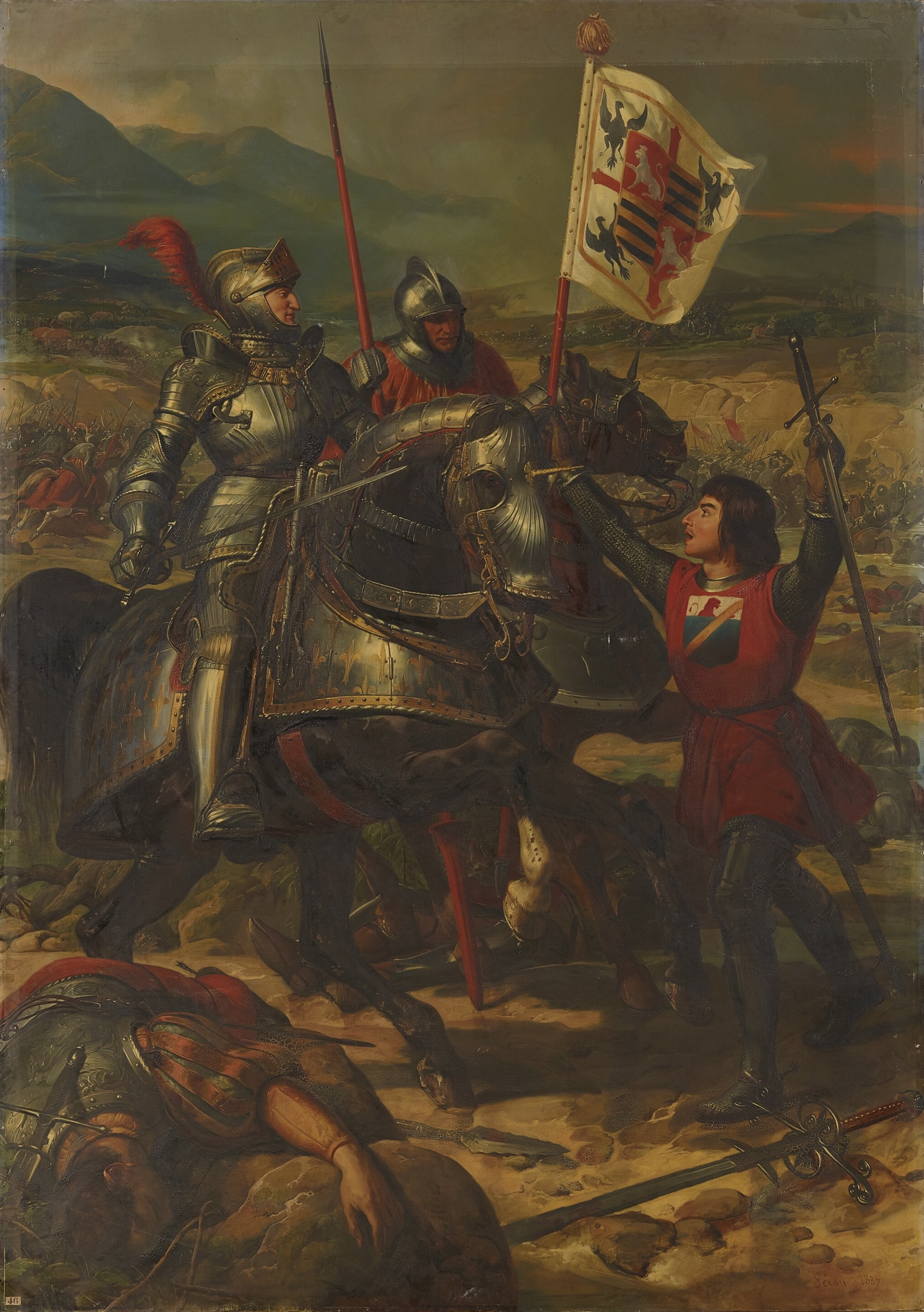
Битва при Форнове в 1495 році між французькими та італійськими військами. Ліворуч зображений король Франції Карл VIII, праворуч – шевальє Баяр.

Папа Олександр VI, який припускав, що участь у війні проти Франції дозволить йому забезпечити феодальні володіння своїм синам, погодився, і 31 березня 1495 року було створено союз, що увійшов до історії під назвою «Священна ліга 1495 року», або «Венеційська ліга». Союз об'єднав кілька противників французької гегемонії Італії: Папську державу, Сицилійське королівство від імені Фердинанда II Арагонського, імператора Максиміліана I, герцога Міланського Людовіко Сфорца та Венеційську республіку. Венеція приєдналася до союзу, мабуть, з метою подальшого використання цієї організації для боротьби проти Османської імперії, адже французька експансія в Італії, насправді, не суперечила інтересам Венеції.
Ліга доручила кондотьєру Франческо II Гонзага, маркізу Мантуанському, набір армії та вигнання французів з Апеннінського півострова. 1 травня 1495 року армія Священної ліги розпочала бойові дії проти французьких військ.
В Битві біля Форново армія Венеційської ліги на чолі з Франческо втримала поле битви за собою, і хоча італійці не змогли зупинити Карла VIII і його армію від організованого повернення до Франції, Форново було оголошено перемогою Ліги.